# 로베르토 피르포

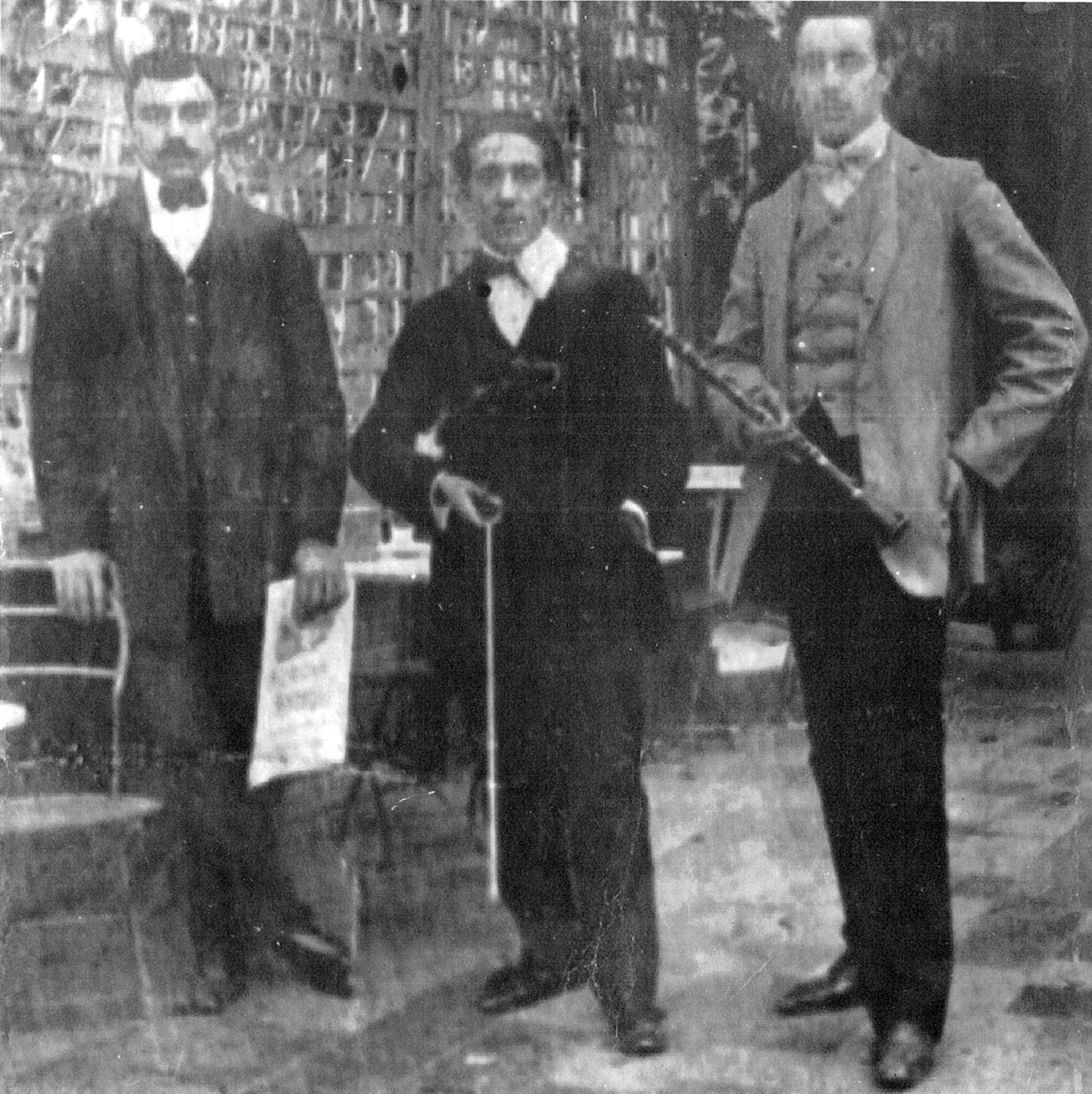
로베르토 피르포와 그의 동료들

로베르토 피르포(스페인어: Roberto Firpo, 1884년 ~ 1969년)는 아르헨티나의 지휘자, 피아니스트 및 작곡가이다. 부에노스아이레스주 라스플로레스에서 태어났으며, 카나로가 사망한 뒤로는 탱고 음악계에서 가장 오래된 원로 가운데 하나로 유명하다. 소년 시절에 부에노스 아이레스로 이주해 피아노를 배웠으며, 1906년에는 트리오를 구성해 탱고계에 데뷔하였다. 티피카 악기에 피아노를 채용한 사람이 피르포이며, 탱고의 연주에 변화를 가져온 공적이 매우 크다. 1910년대에는 오케스트라 티피카를 조직하여 활약한 적도 있다. 1936년에 로베르토 피르포와 4중주단을 조직하였고 그 후 새로운 4중주단을 결성하였으며, 1959년에 75세의 연세로 탱고 계에서 은퇴하는 것을 기념하기 위해 클라리넷을 곁들인 복고조의 고전적 5중주단을 조직하여 오데온을 녹음한 후 탱고계에서 은퇴하였다.